# Funafala
Funafala ou Funa Fala é uma ilha semi-inabitada (22 habitantes) no arquipélago de Funafuti em Tuvalu.